# گانتز
گانتز (به ژاپنی: ガンツ Gantsu) یک مجموعه مانگا ژاپنی که توسط هیرویا اوکو نوشته و مصورسازی شده است. فصل‌های این مانگا توسط انتشارات شوئیشا از سال ۲۰۰۰ در مجلهٔ ژاپنی ویکلی یانگ جامپ شروع به چاپ شد و در ۲۰ ژوئن ۲۰۱۳ مجموعاً به تعداد سی و هفت تانکوبون به پایان رسید. گانتز داستان دو دوست به نام‌های کِی کورونو و ماسارو کاتو را روایت می‌کند که هر دو آن‌ها در یک تصادف قطار جانشان را از دست می‌دهند و تبدیل به بخشی از یک بازی نیمه پسامرگ می‌شوند، که در آن همراه با چندین نفر دیگر که به تازگی درگذشتند در مأموریت‌هایی مجبور به شکار و از بین بردن بیگانگانی مسلح به تجهیزات و ابزاری مرتبط با آینده می‌شوند.
مجموعه تلویزیونی انیمه گانتز تهیه شده توسط استودیوی گونزو و به کارگردانی ایچیرو ایتانو ابتدا در ۱۳ قسمت به نام نمایش نخست از آوریل تا ژوئن ۲۰۰۴ در شبکهٔ فوجی تلویژن پخش شد و دنباله آن یعنی گانتز: دومین نمایش که ادامه این سری بود، نیز در ۱۳ قسمت دیگر از اوت تا نوامبر ۲۰۰۴ به نمایش درآمد. این دو فصل با هم یک مجموعه تلویزیونی ۲۶ قسمتی را ایجاد کردند. مانگا و انیمه گانتز به خاطر استفاده فراوان از خشونت و محتوای جنسی شهرت دارد.
یک مجموعه فیلم سینمایی لایو اکشن دو بخشی با الهام از نسخه مانگا و به کارگردانی شینسوکه ساتو در ژانویه و آوریل ۲۰۱۱ به نمایش درآمد. یک فیلم سینمایی پویانمایی رایانه‌ای نیز تحت عنوان گانتز: او، توسط توهو در اکتبر ۲۰۱۶ در ژاپن منتشر شد.

## داستان
در مکانی واقع در توکیو، اتاقی وجود داشت. در آن اتاق یک گوی سیاه اسرارآمیز قرار داشت. به صورت دوره‌ای، مردمی که می‌مردند به این اتاق انتقال پیدا می‌کردند. در آنجا آن گوی سیاه لباس‌ها و اسلحه‌های ویژه‌ای در اختیار افراد می‌گذاشت و آن‌ها را بیرون، به مأموریتی برای کشتن بیگانه‌ها (فضایی‌ها) در زمین می‌فرستاد. وقتی این گوی باز می‌شد، نوشته‌هایی با رنگ سبز بر روی آن ظاهر می‌شدند که به آن‌ها اطلاع می‌داد که «زندگی آن‌ها به پایان رسیده و دیگر به او تعلق دارد» و عکس و اطلاعاتی دربارهٔ هدف آن‌ها می‌داد. مأموریت‌ها بسیار مرگبار هستند و شرکت‌کنندگان معدودی از آن زنده بیرون می‌آیند. نام این گوی سیاه «گانتز» است.
داستان گانتز دربارهٔ دو دانش‌آموز به نام‌های کِی کورونو و کاتو ماسارو است که هنگام کمک به مرد مستمندی که بر روی ریل مترو افتاده بود توسط قطار مورد اصابت قرار گرفتند. به دنبال کشته شدن، آن‌ها خود را درون اتاق آپارتمانی، واقع در توکیو یافتند. آن‌ها با اشخاص مختلف دیگری که به تازگی و به نحوی زندگی خود را از دست داده‌اند، درون اتاق بودند و هیچ‌کس اجازه خارج شدن از آنجا را نداشت. در انتهای اتاق آن گوی سیاه قرار داشت. بعد از چندین دقیقه گوی سیاه باز می‌شد و داخل آن مردی عریان و کچل که ماسکی بر صورت داشت و سیم‌هایی به سر او اتصال داشتند دیده می‌شد که تعدادی اسلحه و مهمات برای استفاده در اختیار آن‌ها می‌گذاشت. این مهمات شامل سه نوع اسلحه و لباس‌های ویژهٔ مشکی رنگی بود که گانتز متناسب با هر شخص در آنجا قرار داده بود و با پوشیدن آن نیرو، سرعت و استقامت فوق انسانی و قابلیت‌های دیگری به آن‌ها می‌داد. سپس یک عکس و اطلاعات مختصری از هدف‌های گانتز نشان داده می‌شود و در نهایت گانتز، دستور از بین بردن آن‌ها را به شرکت‌کنندگان می‌دهد. در طی مأموریت‌ها، مردم عادی قادر به دیدن بازیکنان یا بیگانه‌ها نمی‌باشند. گانتز شرکت‌کنندگان را به محدوده‌ای که مأموریت در جریان است، انتقال می‌دهد، و تا زمانی که تمامی دشمنان کشته شده یا محدودیت زمانی به پایان نرسد، آن‌ها نمی‌توانند منطقه را ترک کنند و بازگردند. اگر بازیکنان زنده بمانند و مأموریت با موفقیت پشت سر گذاشته شود، به هر یک از افراد به‌طور جداگانه برای بیگانه‌هایی که از بین برده‌اند، امتیازاتی اعطا خواهد شد. زمانی که امتیاز شرکت‌کننده به ۱۰۰ برسد، «منو امتیاز ۱۰۰» برایش ظاهر خواهد شد. در این منو سه گزینه پیشنهادی ارائه می‌شود:
- گزینه ۱: شرکت‌کننده می‌تواند به زندگی عادی خود بازگردد، و دیگر نیازی به احضار مجدد توسط گانتز نمی‌باشد. به عنوان کفاره، خاطرات او از گانتز و مأموریت‌ها پاک خواهد شد.
- گزینه ۲: شرکت‌کننده سلاحی منحصر به فرد و بسیار قدرتمند کسب خواهد کرد.
- گزینه ۳: شرکت‌کننده قادر به احیاء فردی است که در طی مأموریت از حافظه گانتز کشته شده است. این قابلیت از اواسط مجموعه به گزینه‌ها اضافه و ظاهر شد.

پس از اتمام مأموریت، امتیازها بر اساس میزان قدرت و توانایی بیگانه‌ها محاسبه می‌شود (به‌طور مثال کشتن غول آخر بالاترین امتیاز مأموریت را داراست) و شرکت‌کنندگان مجاز به ترک مکان و بازگشت به زندگی عادی تا زمان احضار برای مأموریت بعدی هستند، به استثنای اینکه صحبت نمودن دربارهٔ گانتز منجر به انفجار سر آن‌ها خواهد شد. در طی مأموریت سوم کورونو و کاتو، تمامی شرکت‌کنندگان از جمله کاتو جان خود را از دست می‌دهند، با این حال کاتو با کشتن غول آخر مرحله، به کورونو فرصتی برای زنده ماندن می‌دهد. پس از مأموریت سوم، کورونو شروع به تغییر از داخل و تبدیل به یک قهرمان، و رهبر گروه مشابه با کاتو می‌شود. در ادامه داستان کورونو با هدف کسب ۱۰۰ امتیاز و احیاء دوستان از دست رفته‌اش در مأموریت‌ها شرکت می‌کند. تیم جدیدی از بازیکنان گانتز تشکیل می‌شود که کورونو به عنوان باتجربه‌ترین کهنه سرباز و یکی از بهترین مبارزان آن‌ها را رهبری می‌کند. در مأموریت اونی نشان داده می‌شود که کورونو با «اراده زندگی»، به قوی‌ترین شکارچی گانتز در تیم تبدیل می‌شود. پس از مأموریت اونی، کاتو توسط کورونو احیاء می‌شود اما کمی بعد، کورونو با خون‌آشام‌ها روبرو شده و کشته می‌شود. در ادامه داستان، قوانین مأموریت‌ها تغییر می‌کند. آن‌ها اکنون توسط افراد عادی دیده می‌شوند، و بیگانگانی که با آن‌ها روبرو می‌شوند به‌طور فزاینده‌ای قدرتمندتر و خطرناک‌تر می‌شوند و آن‌ها در مأموریتی با تیم دیگری از گانتز از اوساکا شرکت می‌کنند. از اینجای داستان به بعد، کاتو به مرکز توجه در مانگا تبدیل می‌شود و تلاش می‌کند کورونو را احیاء کند.

## شخصیت‌ها
- کِی کورونو (به ژاپنی: (玄野 計 Kurono Kei) شخصیت اصلی داستان پسری دبیرستانی که در دنیای خودخواهانه‌ای زندگی می‌کرد، که مردم آن از جمله خود او به هیچ‌کس اهمیت نمی‌دهند. در یکی از روزها، مرد مستمندی را دید که بر روی ریل مترو افتاده است، او تصمیم گرفت که بایستد و شاهد مرگ او باشد. اما وقتی دوست قدیمی او، کاتو ماسارو به مرد کمک کرد، کورونو نیز با بی میلی به او کمک کرد. وقتی قطار از راه رسید آن‌ها گیر افتادند و هر دو در این سانحه جان خود را از دست دادند.[۸] او در نهایت تبدیل به قهرمانی ناخواسته و رهبر تیم توکیو گانتز می‌شود. صداپیشگان ژاپن او دایسوکه نامیکاوا در نسخهٔ انیمه، و یوکی کاجی در گانتز: او هستند. صداپیشگان نسخهٔ انگلیسی کریستوفر آیرس و لوسین داج می‌باشند. همچنین کازوناری نینومیا نقش وی را در فیلم لایو اکشن گانتز ایفا کرده است.
- ماسارو کاتو (به ژاپنی: 加藤 勝 Katō Masaru) یکی از دوستان کودکی کورونو و دومین شخصیت اصلی داستان است. او نیز به همراه کورونو، در حالی که داشتند به مستمندی که روی ریل قطار بی هوش شده بود کمک می‌کردند، بعد از اصابت قطار به آن‌ها جان خود را از دست داد و توسط گانتز به اتاق فراخوانده شد. او در ابتدا با عمهٔ خود زندگی می‌کرد که کاتو و برادر کوچکش را برخلاف میل پس از اینکه یتیم شده بودند، تحت سرپرستی خود گرفته بود. آن‌ها پس از اینکه کاتو قادر به پس‌انداز مقدار کافی پول برای اجاره یک اتاق برای هر دوی آن‌ها شد، آنجا را ترک کردند.[۹][۱۰]
- تائه کوجیما (به ژاپنی: 小島 多恵 Kojima Tae) یک دختر مانگاکا مشتاق و نخستین دوست‌دختر واقعی کورونو است. او ساده‌ترین شخصیت در بین تمامی شخصیت‌های سری گانتز به‌شمار می‌رود. او اغلب تمام مسائل را درون خود نگاه می‌دارد و غیر از دوست‌پسرش کورونو به ندرت حتی یک کلمه با کسی صحبت می‌کند. تائه دختری ریز اندام، مو مشکی، دست و پا چلفتی، اما بسیار وفادار و از پیوند عمیقی با کورونو برخوردار است. تائه در مأموریت بیگانه حلقه شکل، به صورت اتفاقی از شکارچیان گانتز عکس گرفت و به همین دلیل، توانست آن‌ها را ببیند. در مأموریت بعد، گانتز تائه را به دلیل آگاهی از وجود گانتز هدف قرار داد.[۱۱]
- کِی کیشیموتو (به ژاپنی: 岸本 恵 Kishimoto Kei) برای اولین بار به صورت عریان در اتاق ظاهر شد و آنطور که مشخص بود مرگ او بر اثر خودکشی و بریده شدن رگ مچ دست او در داخل حمام بود. بر خلاف دیگر شخصیت‌های داستان، او دقیقاً جان خود را از دست نداده بود. بر طبق اظهارات نیشی (یکی از کهنه‌سربازان دنیای گانتز)، گانتز نیز جایز الخطا است و می‌تواند اشتباه کند، به همین دلیل به‌طور اتفاقی یک کپی از کیشیموتو خلق کرده بود که در ماموریت‌ها از او استفاده کند. کورونو بسیار به کیشیموتو علاقه دارد، اما در این بین کیشیموتو به ماسارو علاقه دارد. کیشیموتو دختری معمولی، خوش‌چهره، دارای موهای کوتاه قهوه‌ای بود. گانتز اغلب او را به دلیل سینه‌های نسبتاً بزرگی که داشت با نام‌های «تخم‌مرغ‌های آب‌پز»، «تیتس»، «دوشیزه هندوانه» و «پستان گنده» خطاب می‌کرد. کیشیموتو در سومین مأموریت تحت نام بودا، درحالی که خود را سپر کاتو کرد تا جان او را نجات دهد کشته شد.[۱۲][۱۳] کیشیموتو بعدها به زندگی بازگردانده شد و یکبار دیگر به کاتو ملحق شد. با این حال موجودیت الهی به سرعت او را دوباره کشت تا پوچی وجود انسان را نشان دهد. صداپیشه ژاپن او هیتومی ناباتامه، و در نسخهٔ انگلیسی شانون امریک است. همچنین ناتسونا واتانابه نقش وی را در فیلم لایو اکشن گانتز ایفا کرده است.
- جوئیچیرو نیشی (به ژاپنی: 西 丈一郎 Nishi Joichiro) یک کهنه‌سرباز دورهٔ متوسطه در جهان گانتز است، که برای بیش از یکسال قبل از شروع داستان مجموعه در بازی حضور داشت. پس از اینکه مادر نیشی خودش را کشت، او روز بعد از خانه فرار کرد و از پشت بام مدرسه خود را پایین انداخت و خودکشی کرد. بسیار مشابه با اخلاق و شخصیت کورونو در آغاز داستان، او نیز فردی خودخواه بود و رویکرد داروینیسم اجتماعی در زندگی داشت. نیشی در طی مأموریت بیگانه تاناکا/سوزوکی کشته شد، اما تنها پس از شش ماه زندگی در حافظه متراکم گانتز، توسط کازه و به درخواست کورونو در انتهای مأموریت اُنی زنده شد. کاناتا هونگو نقش وی را در فیلم لایو اکشن گانتز ایفا کرده است.
- رِیکا شیموهیرا (به ژاپنی: 下平 玲花 Shimohira Reika) یک آیدل جوان و زیبای ۱۷ ساله است که برای بازیگری، مدلینگ و خوانندگی شهرت دارد و همچنین یکی از شخصیت‌های اصلی این مجموعه و به عنوان ماهرترین بازیکنان گانتز به‌شمار می‌رود. کورونو اولین بار با دیدن تصاویرش در مجلات با او آشنا می‌شود. ریکا شخصیتی مهربان دارد و برای کسانی که در گانتز کشته می‌شوند ابراز ناراحتی می‌کند. او به کورونو علاقه دارد، اما وقتی علاقه او به تائه کوجیما را می‌بیند، تصمیم می‌گیرد برای خوشحالی او، تائه را بازگرداند و اولین صد امتیاز خود را برای این کار استفاده می‌کند. پس از بازگشت تائه، کورونو نیز با استفاده از امتیازش، خود را آزاد می‌کند. در مأموریت ایتالیایی، ریکا قصد داشت از امتیاز خود برای بازگرداندن سوزوکی استفاده کند، اما گانتز دچار خطایی شده و خاموش می‌شود. وقتی ریکا پس از چند دقیقه، دوباره به اتاق بازمی‌گردد تا لباسش را بردارد، مرد داخل گانتز را می‌بیند که از گانتز بیرون آمده است. مرد به او می‌گوید یک بار دیگر درخواستش را تکرار کند، اما ریکا این بار به جای زنده کردن سوزوکی، درخواست یک نسخه شبیه‌سازی از کورونو را می‌کند. گانتز به درخواستش پاسخ می‌دهد و یک کلون از کورونو می‌سازد که عضوی از گانتز نیز می‌باشد. بدین ترتیب ریکا دوست دختر کورونوی جدید می‌شود و به آرزوی دیرینه خود می‌رسد.[۱۴]
- شیون ایزومی (和泉 紫音 Izumi Shion؟) یکی از شرکت کنندگان سابق مأموریت‌های گانتز است. او ۱۰۰ امتیاز بازی را به‌دست‌آورد و با پاک شدن خاطراتش بازی را ترک کرد. از آن زمان به بعد، او شروع به یادآوری خاطرات و هیجان مأموریت‌ها کرد. ایزومی با وجود محبوبیتش در مدرسه، به کی کورونو حسادت می‌ورزید، چون می‌خواست به گانتز بازگردد. در تلاش برای بازگشت به گانتز، او در خیابانی شلوغ که به شکل یک مرد سیاه‌پوست مبدل شده بود، دست به تیراندازی می‌زند و ۳۸۷ نفر را مجروح یا می‌کشد، تا اینکه کورونو جلوی او را می‌گیرد.[۱۵] ایزومی قبل از مرگ به اتاق گانتز انتقال داده می‌شود و اجازه دارد در مأموریت‌های بیشتری شرکت کند.[۱۶] ایزومی از مهارت‌های مبارزه‌ای بالایی برخوردار است، و به غیر از کورونو، ثابت کرده قوی‌تر از سایر اعضای تیم است. او به اصول اخلاقی پایبند نیست و تنها به انجام مأموریت‌ها و رسیدن به هدف اهمیت می‌داد. او در نزدیکی پایان فاز ۱ در کمین خون‌آشام‌ها گرفتار شد اما توانست همهٔ آن‌ها را بکشد. سپس چهار رهبر خون‌آشام تصمیم می‌گیرند خودشان او را به قتل برسانند. با تمام این اوصاف، ایزومی موفق به کشتن سه نفر از آن‌ها می‌شود، اما زمانی که از دوست‌دخترش محافظت می‌کرد، به‌دست تنها خون‌آشام باقی‌مانده کشته شد.[۱۷]

## رسانه

### مانگا
گانتز توسط هیرویا اوکو نوشته و مصورسازی شده است، و اولین بار در مجلهٔ سینن مانگای ویکلی یانگ جامپ در ۲۹ ژوئن ۲۰۰۰ منتشر شد. گانتز به سه آرک داستانی اصلی تقسیم شده که به آن‌ها «فاز» گفته می‌شود. پس از اتمام فاز ۱ (۲۳۷ فصل نخست) در ۲۰ ژوئیه ۲۰۰۶، نویسنده اثر را برای مدت کوتاهی در وقفه قرار داد تا بر روی فاز دوم (فصل ۲۳۸ تا ۳۰۳) کار کند که از ۲۲ نوامبر ۲۰۰۶ تا ۲ ژوئیه ۲۰۰۹ چاپ شد. فاز سوم و نهایی (فصل ۳۰۳ الی ۳۸۳) نیز از اکتبر ۲۰۰۹ آغاز شد، و پس از حدود ۱۳ سال انتشار در ۲۰ ژوئن ۲۰۱۳ به پایان رسید. شوئیشا فصل‌های آن را در سی و هفت جلد تانکوبون جمع‌آوری کرد که از ۱۱ دسامبر۲۰۰۰، تا ۱۹ اوت ۲۰۱۳ منتشر شد.
در آمریکای شمالی شرکت دارک هورس کامیکس مجوز انتشار ترجمهٔ انگلیسی گانتز را در ۱ ژوئیه ۲۰۰۷ و در خلال مراسم انیمه اکسپو به‌دست‌آورد. سی و هفت جلد از این مانگا بین ۲۵ ژوئن ۲۰۰۸، تا ۲۸ اکتبر ۲۰۱۵ منتشر شد.

### اسپین‌آف‌ها
گانتز/اوساکا داستان‌های تیم گانتز در اوساکا را نشان می‌دهد، که در سال ۲۰۱۰ در ژاپن چاپ شد و در ۳ جلد توسط شوئیشا بین ۲۰ اکتبر تا ۱۷ دسامبر ۲۰۱۰ منتشر شده است. یک فصل ویژه تحت عنوان گانتز نو موتو که هیرویا اوکو دربارهٔ چگونه‌ای ورودش به تجارت مانگا و فیلم‌هایی که بر او تأثیر گذاشته‌اند در میراکل جامپ بیان می‌کند. یک فصل تکباره نیز به نام گانتز/نیشی، که زندگی نیشی را نشان می‌دهد، در ۱۲ مه ۲۰۱۱، در ویکلی یانگ جامپ منتشر شد.
یک مجموعه اسپین‌آف با عنوان گانتز: جی از نوامبر ۲۰۱۵ الی مارس ۲۰۱۷ عرضه شد. این مانگا توسط اُکو نوشته شده و کیتا لیزوکا آن را مصورسازی کرده است.
اسپین‌آفی تاریخی نیز تحت عنوان گانتز: ای به قلم اُکو و تصویرسازی جین کاگتسو از ژانویه ۲۰۲۰ آغاز شده است.

### انیمه
یک مجموعه تلویزیونی انیمه ۲۶ قسمتی نیز توسط استودیوی گونزو دستمایه اقتباس قرار گرفت، فیلمنامه آن توسط ماساشی سوگو به رشته تحریر درآمد؛ طراحی شخصیت‌ها به‌وسیلهٔ نائویوکی اوندا؛ و موسیقی‌متن اثر ناتسوکی سوگاوا؛ و یاسوهارو تاکاناشی از قسمت ششم به بعد آن را ساخته است. این مجموعه در دو فصل تحت عنوان «مراحل» به نمایش درآمد. مرحلهٔ اول از ۱۳ آوریل تا ۲۲ ژوئن ۲۰۰۴ به تعداد ۱۱ قسمت (به غیر از ۱۳ قسمت تولید اولیه) از فوجی تلویژن پخش شد. بخش اول مجموعه با چندین صحنهٔ سانسور شده از فوجی تلویژن پخش شد، به سبب محتوایی که نامناسب تشخیص داده شد، مانند خشونت و محتوای جنسی. اگرچه نسخهٔ دی‌وی‌دی فاقد هرگونه سانسوری بود. مرحلهٔ دوم نیز به تعداد ۱۳ قسمت از ۲۶ اوت تا ۱۸ نوامبر ۲۰۰۴، از شبکهٔ ای‌تی-ایکس پخش شد. این قسمت‌ها در ۱۲ دی‌وی‌دی جمع‌آوری شدند که توسط استودیوی شوچیکو از ۲۵ اوت۲۰۰۴، تا ۲۹ ژوئن ۲۰۰۵ منتشر شد.
گانتز: او، یک فیلم پویانمایی سی‌جی‌آی به کارگردانی یاسوشی کاوامورا و نویسندگی تسوتومو کوروئیوا توسط توهو در اکتبر ۲۰۱۶ به نمایش درآمد.

### بازی ویدئویی
در ۱۷ مارس ۲۰۰۵، کونامی یک بازی ویدئویی برای کنسول پلی‌استیشن ۲ در ژاپن منتشر کرد که در کمال سادگی گانتز: بازی نام داشت. بازی دارای شخصیت‌ها، داستان، و مأموریت بیگانه‌های چیبی است. بازی ترکیبی از عناصر سبک‌های تیراندازی سوم شخص و بازی نقش‌آفرینی در کنار یکدیگر است. بازی همچنین شامل موارد اضافی از جمله حالت بازی رایگان، مینی مود، حالت مرورگر مجله، رتبه‌بندی گانتز، پیش نمایش یک فیلم ویژه و آماره تکمیل سناریو است.

### فیلم لایو اکشن
در ۲۴ نوامبر ۲۰۰۹، اعلام شد که دو فیلم لایو اکشن با الهام از گانتز در حال تولید می‌باشد. در این دو فیلم کازوناری نینومیا و کنیچی ماتسویاما به ترتیب در نقش‌های کرونو و کاتو ایفای نقش می‌کنند و شینسوکه ساتو کارگردانی آن را بر عهده دارد. فیلم‌ها به ترتیب در ژانویه و آوریل ۲۰۱۱ به نمایش درآمدند.
اولین فیلم به سادگی گانتز نام داشت و در ۲۹ ژانویه ۲۰۱۱ در ژاپن اکران شد. نمایشی ویژه در آمریکای شمالی در ۲۰ ژانویه ۲۰۱۱، برگزار شد که طی آن فیلم به‌طور همزمان در ۴۶ سینمای ایالت نمایش داده شد. در پایان این نمایش ویژه در لس آنجلس، که در تئاتر «منز چاینیز ۶» برگزار شد، گفتگو و مصاحبه‌ای زنده با هر دو بازیگر نقش اول مرد انجام شد، و سپس تریلری از قسمت دوم فیلم تحت عنوان گانتز: پاسخ کامل نمایش داده شد، که در ۲۳ آوریل ۲۰۱۱، و در کشور ژاپن منتشر شد.
در مه ۲۰۲۰، گزارش شد سونی پیکچرز در حال ساخت اقتباسی دیگر از گانتز با نویسندگی مارک گوگنهایم است. در نوامبر ۲۰۲۱، اعلام شد که جولیوس ایوری برای کارگردانی این فیلم انتخاب شده است.